# Zimní stadion Ostrava-Poruba
Zimní stadion Ostrava-Poruba, od roku 2015 oficiálně RT TORAX ARENA, je víceúčelová sportovní hala společnosti Sareza (Sportovní a rekreační zařízení města Ostravy), která se nachází v ostravské Porubě v Moravskoslezském kraji. Hala má dvě ledové plochy.

## Historie
Při výstavbě sídliště Poruba byla v místě budoucího stadionu zřízena maltárna, po jejímž zrušení v roce 1965 zůstala čtyřmetrová prohlubeň o rozměrech 70 × 80 m, v zimě využívaná jako kluziště. O výstavbě stadionu bylo rozhodnuto počátkem 70. let, realizace s nákladem 12 mil. Kčs a následná správa byla svěřena n. p. Hutní montáže. Slavnostní otevření stadionu proběhlo v listopadu 1977 a ještě ve stejném měsíci se na něm odehrálo první mistrovské utkání mezi domácím oddílem a hokejovým týmem ze Šumperka. Stadion tehdy disponoval tribunami pro diváky, avšak nebyl zastřešen.
Na počátku 90. let byla nejdříve zřízena druhá ledová plocha (1990) s následným zastřešením stadionu (1992). Z důvodu havarijního stavu trubkového systému rozvodu čpavku však stadion nebyl pro sportovní účely využíván (sloužil jako tržnice) až do října 1998, kdy byl po rozsáhlé rekonstrukci veřejnosti opět zpřístupněn. Nákladem 160 mil. Kč vznikla hala pro 5000 diváků.
V letech 2023–2024 se uskutečnila první etapa rekonstrukce v ceně 75 mil. Kč s cílem renovace první (hlavní) ledové plochy (nově s menší šířkou odpovídající pravidlům NHL), instalace nové chladicí technologie, výměny mantinelů a sedaček pro diváky. Po dokončení rekonstrukce má hlavní hala kapacitu 3600 diváků (2603 k sezení).

## Využití
Domácí zápasy zde odehrává hokejový klub HC RT Torax Poruba. Stadion se rovněž využívá jako náhradní domácí hala pro extraligové zápasy HC Vítkovice Ridera v případě, že z jakýchkoliv důvodů není k dispozici Ostravar Aréna (rekonstrukce, pořádání jiné akce). Občas zde hraje také univerzitní tým BO Ostrava Vítkovice Steel.
Konají se zde také významné mezinárodní sportovní akce, jako např. ME ve volejbale mužů 2001 nebo ME ve futsalu 2005. V dubnu 2018 se aréna stala dějištěm druhého kola 1. euroafrické skupiny Davisova poháru, v němž český tým po výhře nad Izraelem 3:1 na zápasy postoupil do světové baráže.
Veřejností je stadion využíván k bruslení či hraní curlingu, mimo zimní sezónu se druhá ledová plocha přeměňuje na badmintonové kurty. 

## Další informace
Součástí stadionu je hotel, restaurace a další komerční prostory. Stadion se nachází v těsné blízkosti památkově chráněné budovy hlavní porubské pošty, nedaleko jsou Základní škola Porubská 832, Základní škola generála Zdeňka Škarvady a Hlavní třída.
Po rekonstrukci byla stavba v roce 1998 městem Ostrava vyhlášena Domem roku, na rekonstrukci se podílel architekt David Kotek.